# Vinete romanesti
Vinete romanesti es una variedad cultivar de ciruelo (Prunus domestica), de las denominadas ciruelas europeas.
Una variedad de ciruela criada en Rumanía .
Las frutas tienen una talla de tamaño mediano de forma ovoidea, ligeramente asimétrica, con peso promedio de 45 g;epidermis tiene una piel fina, cenicienta, de color arándano oscuro, cubierta de pruina cenicienta, y una pulpa color verde amarillento, textura dura, crujiente, jugosa, y de sabor agradable de una calidad superior.

## Sinonimia
- "Hauszwetsche",
- "Vinete de Bistrita".[5]

## Historia
En Rumanía, la ciruela ha sido y es, la especie frutal más cultivada. Esto se explica por su alta adaptación ambiental, facilidad de mejoramiento, rusticidad de los cultivares locales, condiciones climáticas favorables, y las diversas formas de comercialización disponibles. Los cultivares locales, están destinados especialmente a la destilación (representan la mayoría), pero siempre ha habido cultivares aptos tanto para el mercado en fresco así como para la transformación (por ejemplo, 'Tuleu gras', 'Grase romanesti', o 'Vinete romanesti').
'Vinete romanesti' variedad de ciruela obtenida de plántula de la naturaleza.

## Características
'Vinete romanesti' árbol de vigor medio a alto, de crecimiento piramidal, con formaciones de frutos cortos y medianos. Sus flores son de tamaño mediano. Crece mejor en un lugar cálido y soleado, idealmente protegido del viento, sus exigencias al suelo del jardín son modestas: debe ser rico en nutrientes, húmico y húmedo y no propenso a encharcarse. Flor blanca, auto polinizable, produce abundantemente, pero tiende a la alternancia, tiene un tiempo de floración que comienza a partir del 15 de abril con el 10% de floración, para el 19 de abril tiene una floración completa (80%), y para el 1 de mayo tiene un 90% de caída de pétalos.
'Vinete romanesti' tiene una talla de tamaño mediano, forma ovoide, redondeada en los extremos, ligeramente asimétrica, con peso promedio de 45 g;epidermis tiene una piel fina, cenicienta, de color violácea a violeta, cubierta de pruina de color arándano oscuro; sutura con línea visible, de color algo más oscuro que el fruto. Situada en una depresión muy suave, algo más acentuada junto a cavidad peduncular; pedúnculo de longitud mediano, fuerte, leñoso, con escudete muy marcado, muy pubescente, con la cavidad del pedúnculo estrecha, poco profunda, rebajada en la sutura y más levemente en el lado opuesto; pulpa de color verde amarillento, textura dura, crujiente, jugosa, y de muy buen sabor agradable de una calidad superior.
Hueso no adherente, pequeño, tiene una forma ampliamente elíptica desde una vista lateral, elíptica desde el frente, a veces, la pulpa puede pegarse parcialmente a sus costados.
Su tiempo de recogida de cosecha temprano, que se inicia a principios de septiembre. Mantiene la fruta de 14 a 20 días en las condiciones óptimas de almacenamiento.

## Usos
Hay que prestar atención a su polinización cruzada, pues no es autofértil, los individuos de otra variedad como polinizador más adecuados son 'Stanley', 'Anna Späth', 'Early Rivers'. Los frutos son atractivos en apariencia, y un sabor excelente.
Se usa comúnmente como postre fresco de mesa buena ciruela de postre de fines de verano, también se puede procesar por ejemplo en mosto de licor, conservas, como pasas secas, o compota, y también es uno de los componentes más utilizados en la elaboración de Magiun de Topoloveni, producto de la gastronomía rumana con DOP.